# Крымское оперативно-территориальное объединение НГУ
Крымское территориальное управление НГУ (Крымское ТрУ, в/ч 2222, ранее Крымское территориальное командование внутренних войск МВД Украины) — оперативно-территориальное управление (объединение эквивалентное дивизии) Национальной гвардии Украины. Сформировано в январе 2000 года. До 2014 года было в структуре Внутренних войск МВД Украины, дислоцировалось в различных городах Крыма, управление в Симферополе. С 2014 года управление находилось в Херсоне.

## История
Согласно приказу министра внутренних дел Украины № 721 от 19 октября 2000 года на базе 7-й дивизии внутренних войск МВД Украины, созданной в январе 2000 года на базе 7-й дивизии Национальной гвардии Украины, было сформировано Крымское территориальное командование (ТрК) Внутренних войск МВД Украины.
История 7-й дивизии Национальной гвардии Украины ведет свое начало с мая 1996 года, которая она была сформирована на базе 23-й бригады Национальной гвардии Украины .
Первыми командирами военных соединений и основателями создания правоохранительного военного формирования на Крымском полуострове были командир 7-й дивизии Национальной гвардии Украины генерал-майор Шевченко Виктор Федорович и командир 9-й бригады внутренних войск полковник Сидорчук Юрий Николаевич. Возглавляемые ими военные соединения внесли весомый вклад в развитие войск правопорядка в АР Крым. Дивизия являлась гарантом стабильности Крымского региона и его управляемости центральными киевскими властями.
Наряду с охраной общественного порядка и охраной особо важных государственных объектов дивизия неоднократно привлекалась к ликвидации последствий стихийных бедствий: во время наводнения в городе Керчь (1997), прорыва дамбы в городе Саки, оползней в Севастополе и ликвидации последствий пожаров в лесах Ялты (1998—1999).
После переформирования 7-й дивизии Внутренних войск МВД Украины количество возложенных задач увеличилось.
Первым командиром 7-й дивизии был генерал-майор Конопляник Сергей Владимирович, а после проведенного реформирования он был назначен первым начальником управления Крымского ТрУ. В то время в состав 7-й дивизии было переданы:
- 9-я бригада (в/ч 3009),
- 15-й отдельный специальный моторизированный батальон милиции, дислоцированный в Евпатории (в/ч 3055),
- 18-й отдельный специализированный моторизованный батальон милиции с дислокацией в Гаспре (в/ч 3058)
- отдельная военно-строительная рота в Евпатории (в/ч 3079).

С января 2000 года военнослужащие Внутренних войск МВД Украины выполняли задачи по поддержанию общественного порядка в составе нового военного формирования на полуострове — Крымского территориального командования (ТрК) внутренних войск МВД Украины.
В этот период личный состав воинских частей привлекался к выполнению задач по охране общественного порядка, ликвидации последствий массовых беспорядков по решению вопросов самозахватов земельных участков в Крыму в Симферополе, Судаке, Алуште, Бахчисарае, Ялте, Евпатории и выполнении задания по охране высших должностных лиц во время проведения саммитов, охраны особо важных государственных объектов (Представительство Президента Украины в АР Крым в Симферополе и Севастополе, охраны зданий Совета Министров АР Крым, Фонда имущества автономии, Генерального консульства РФ в Симферополе и Представительства ООН).
Отдельным вкладом военнослужащих Крымского ТрК Национальной гвардии Украины стало ликвидация последствий стихийных бедствий в регионе: более 30 задач по ликвидации последствий пожаров, более 20 ликвидаций последствий наводнений, оползней, техногенных катастроф, участие в оказании помощи во время 48 карантинных мероприятий и эпидемии птичьего гриппа 2005 года. Личный состав воинских частей Крымского Трк Внутренних войск МВД Украины постоянно привлекался к тактико-специальным учениям совместно с представителями СБУ, МЧС и подразделений Вооруженных Сил Украины.
После Аннексии Крыма Российской Федерацией большая часть военнослужащих из частей Крымского оперативно-территориального объединения перешли на сторону РФ и приняли российскую присягу. Небольшая часть переехала на материковую Украину или уволилась.
13 марта 2014 года Национальная гвардия Украины была воссоздана. В период 2014—2022 годов управление Крымского ТрУ дислоцировалось в Херсоне.

## Структура
Структура Крымского ТрК Внутренних войск МВД Украины была предусмотрена согласно штатному расписанию, однако фактически она не существует с 2014 года в связи с временной оккупацией АР Крым (с официальной позиции Украины). В структуре Внутренних войск МВД Украины оперативно-территориальное управление Национальной гвардии Украины на февраль 2014 года включало:
- 9-я отдельная бригада[укр.] (в/ч 3009, Автономная республика Крым, г. Симферополь)
- 42-й отдельный полк оперативного назначения[укр.] (в/ч 4110, г. Севастополь)
- 47-й отдельный полк специального назначения «Тигр» (в/ч 4125, Автономная республика Крым, Феодосийский район, с. Краснокаменка (Феодосия-13))
- 15-й отдельный батальон (КЕОП)[укр.] (в/ч 3055, Автономная республика Крым, г. Евпатория)
- 18-й отдельный специальный моторизованный батальон милиции[укр.] (в/ч 3058, Автономная республика Крым, Ялтинский р-н, пгт Гаспра)

## Командование

### Командиры
- генерал-майор Конопляник, Сергей Владимирович (2000 — ?)
- генерал-майор Шевченко, Виктор Фёдорович (2002 — ?)
- полковник Балан, Николай Иванович (1 декабря 2010 — ?)

### Начальники штаба
- полковник Гайдаржийский Степан Петрович, начальник штаба (2014), предал присягу (с позиции Украины) и перешёл на военную службу в РФ[2][3][4] .